# Grand Lisboa
Grand Lisboa is een wolkenkrabber in Macau, Volksrepubliek China. Het huisvest een hotel en casino en staat in het centrum van Macau aan de Avenida De Lisboa. De bouw begon in 2005 en het hotel werd geopend in december 2008. Het bevat ruim 400 hotelkamers en -suites, een casino, restaurants, een zwembad, een fitnesscentrum en een zakencentrum.

## Ontwerp
Het door de Hongkongse architecten Dennis Lau en Ng Chun Man (DLN Architects & Engineers) ontworpen gebouw is 261 meter hoog en telt 47 bovengrondse verdiepingen. Het ontwerp van de wolkenkrabber is geïnspireerd door de lotusbloem, het embleem van de stad Macau, en door de verenpracht van de hoofdtooien van Braziliaanse dansers. Door de vorm van het gebouw heeft het bovenste deel aan beide zijden een overhang van 20 meter.
Het ellipsvormige gedeelte is geïnspireerd door het Fabergé-ei. Dit gebouw bevat het casino en telt 8 verdiepingen, omhuld door een schaalvormige buitenkant die bestaat uit een kolomloze overkapping van 40 bij 40 bij 80 meter. De buitenkant van de kap is bedekt met 1,2 miljoen leds waardoor het als een groot beeldscherm functioneert.